# Георге Мулцеску
Георге Мулцеску (рум. Gheorghe Mulțescu; 13 листопада 1951, Ботороага — 15 вересня 2024, Бухарест) — румунський футболіст, що грав на позиції півзахисника. По завершенні ігрової кар'єри — тренер. Найбіль відомий за виступами за клуби «Жиул» (Петрошань) та «Динамо» (Бухарест), а також національну збірну Румунії.Триразовий володар Кубка Румунії. Триразовий чемпіон Румунії.

## Клубна кар'єра
Георге Мулцеску народився 1951 року в Ботороазі. Розпочав грати у футбол у юнацькій команді клубу «Стяуа». У 1971 році розпочав грати в команді майстрів «Жиул» (Петрошань), в якій грав до 1979 року, провівши в її складі 239 матчах чемпіонату, та став у складі команди володарем Кубка Румунії.
У 1979 році Мулцеску перейшов до на той час одного із найсильніших клубів Румунії «Динамо» (Бухарест). У складі бухарестської команди футболіст грав до 1985 року, і за цей час тричі виборював титул чемпіона Румунії та двічі ставав володарем Кубка Румунії. У 1985—1987 роках Мулцеску знову грав у складі «Жиула», а в 1987—1988 роках грав у складі клубів КСМ (Сучава) та «Аутобусул» (Бухарест). Завершив виступи на футбольних полях гравець у 1989 році в складі команди УТА (Арад).

## Виступи за збірну
У 1974 році Георге Мулцеску дебютував у складі національної збірної Румунії. У складі збірної футболіст грав до 1983 року, загалом провів у складі збірної 15 матчів, у яких відзначвся 3 забитими голами.

## Кар'єра тренера
Ще граючи на футбольному полі Георге Мулцеску розпочав тренерську кар'єру, та був граючим тренером у клубах «Динамо» (Бухарест), «Жиул» (Петрошань), «Аутобусул» (Бухарест) та УТА (Арад). У 1990 році колишній футболіст очолив тренерський штаб бухарестського «Динамо», в якому працював до 1991 року. У 1992 році Мулцеску очолив клуб «Дачія Уніря Браїла», в якому працював до 1993 року. У 1993 році румунський тренер очолив турецький клуб «Самсунспор», з яким у цьому році виграв Балканський кубок. У клубі «Самсунспор» тренер працював до 1997 року, після чого очолив інший турецький клуб «Кайсері Ерджієсспор». Протягом 1998—2000 років Мулцеску очолював інші турецькі клуби «Аданаспор» і «Анкарагюджю».
У 2001 році Георге Мулцеску повернувся на батьківщину, та очолив тренерський штаб клубу «Спортул». У 2001—2002 роках тренер очолював клуб «Астра» (Плоєшті). Після цього Мулцеску у 2002—2003 роках знову працював у Туреччині, де очолював клуб «Газіантепспор». У 2003 році тренер ненадовго повернувся на батьківщину, де очолював клуб «Тімішоара», проте ще в цьому році повернувся до Туреччини, де вдруге в кар'єрі очолив клуб «Самсунспор». Ще в 2003 році тренер повернувся на батьківщину, де очолив клуб «Петролул», а в наступному році вже вдруге в кар'єрі працював із клубом «Тімішоара». У 2005 році Мулцеску став головним тренером свого колишнього клубу «Жиул», проте ще протягом року перейшов до клубу «Брашов». Протягом 2006 року тренер очолював клуби «Спортул» і «Васлуй».
У 2007 році Мулцеску знову став головним тренером турецького клубу, цього разу «Кахраманмарашспор», але ще в цьому році повернувся на батьківщину, і ще до кінця року встиг попрацювати з клубами «Спортул» і «Університатя» (Клуж-Напока). У 2008 році тренер вдруге в кар'єрі очолював свій колишній клуб «Динамо» (Бухарест). У 2009 році Мулцеску очолив клуб «Прогресул», проте ще в цьому ж році перейшов до клубу «Чахлеул», з якого в 2010 році пішов працювати до саудівського клубу «Ат-Таавун». У 2011 році Мулцеску повернувся на батьківщину, де черговий раз очолив клуб «Спортул».
У 2012 році Георге Мулцеску очолив клуб «Дельта» (Тулча), проте ще цього ж року встиг попрацювати з клубами «Петролул» та «Астра» (Джурджу). На початку 2013 року тренер очолив клуб «Газ Метан», проте ще в цьому році вчергове очолював клуб «Динамо» (Бухарест). У 2014 році Мулцеску знову очолював клуб «Петролул». У 2015 році румунський клуб очолював саудівський клуб «Аль-Іттіфак», після чого в 2015—2016 роках очолював румунський клуб «Волунтарі». У 2016—2017 роках Мулцеску очолював клуб «КС Університатя». У 2018 році тренер двічі з невеликою перервою очолював тренерський штаб клубу «Астра». У 2019 році Мулцеску знову очолював тренерський штаб клубу «Петролул».

## Смерть
Георге Мулцеску помер 15 вересня 2024 року на 73-му році життя у бухарестській лікарні Флоряска. Поховали футболіста і тренера на кладовищі «Реїнвіря» в бухарестському районі Колентіна з військовими почестями.

## Титули і досягнення

### Як гравця
- Володар Кубка Румунії (3):

«Жиул» (Петрошань): 1973—1974
«Динамо» (Бухарест): 1981—1982, 1983—1984
- Чемпіон Румунії (3):

«Динамо» (Бухарест): 1981–1982, 1982–1983, 1983–1984